# Fistulina pallida
Fistulina pallida — вид базидіомікотових грибів родини Печіночницеві (Fistulinaceae).